# Catoptria profluxellus
Catoptria profluxellus là một loài bướm đêm trong họ Crambidae.